# Stephen A. Mann
Stephen A. Mann (* 1834; † 1881) war ein US-amerikanischer Politiker, der während der Amtszeit des Gouverneurs Charles Durkee der Secretary of the Territory im Utah-Territorium war. Nachdem Durkee im Dezember 1869 krank geworden war, vertrat Mann ihn von Januar bis März 1870 als kommissarischer Gouverneur des Territoriums.